# Туррителлиды
Туррителлиды, или туррителлы, или башенки (лат. Turritellidae), — семейство морских брюхоногих моллюсков.

## Описание
Небольшие или средних размеров моллюски, для которых характерна удлиненная вытянутая форма раковины с большим количеством оборотов. По форме раковина у большинства видов семейства напоминает буравчик, яркая окраска встречается редко. Раковина у представителей рода Vermicularia спиральная у молодых особей, а у взрослых имеет вид трубки неправильной формы, обороты которой не соприкасаются. Сифональный канал не развит.
Распространены повсеместно, преимущественно в тропических и субтропических морях, хотя встречаются и в морях умеренной зоны. Обитают на песчаных или илистых грунтах на глубинах от 5 до 50 м, реже — до 200 м. Неглубоко зарываются в грунт под острым углом. Наружу выступает только край устья раковины, при этом сама раковина практически полностью скрыта в субстрате. Лежа на дне, фильтруют мелкие органические частички.

## Классификация
Подсемейство Turritellinae
- Archimediella Sacco, 1895
- Banzarecolpus Powell, 1957
- Colpospira Donald, 1900
- Gazameda Iredale, 1924
- Glyptozaria Iredale, 1924
- Incatella DeVries, 2007[6]
- Maoricolpus Finlay, 1927
- Spirocolpus Finlay, 1927
- Stiracolpus Finlay, 1926
- Tachyrhynchus Mörch, 1868
- Turritella Lamarck, 1799
  - подрод Haustator Montfort, 1810[7]
- Zeacolpus Finlay, 1927
- Zaria Gray, 1842: synonym of Turritella Lamarck, 1799

Подсемейство Orectospirinae
- Orectospira Dall, 1925

Подсемейство Pareorinae
- † Batillona Finlay, 1927
- Pareora Marwick, 1931

Подсемейство Protominae
- Protoma Baird, 1870 (синоним: Protomella Thiele, 1929)

Подсемейство Vermiculariinae
- Callostracum E. A. Smith, 1909
- Vermicularia Lamarck, 1799

семейство incertae sedis
- Armatus Golikov, 1986[8]
- † Colposigma Finlay & Marwick, 1937[9]
- Mesalia Gray, 1847[10]
- Neohaustator Ida, 1952[11]
- † Palmerella Allmon 1996[12]
- † Tropicolpus Marwick, 1931[13]